# Ośrodek Zapasowy Saperów Mostów Kolejowych nr 1
 Ośrodek Zapasowy Saperów  Mostów Kolejowych nr 1 – oddział saperów Wojska Polskiego II RP z okresu kampanii wrześniowej.

## Formowanie i zmiany organizacyjne
Ośrodek Zapasowy Saperów Mostów Kolejowych nr 1  sformowany był od 31 sierpnia 1939 r. w wyniku ogłoszenia mobilizacji powszechnej w II rzucie mobilizacyjnym z nadwyżek pozostałych z 1 batalionu mostów kolejowych w Krakowie. Dowódcą ośrodka został  ppłk dypl. Tadeusz Wasilewski. Formalnie struktura organizacyjna ośrodka przedstawiała się następująco: 
- dowództwo
- kompania gospodarcza
- 2 kompanie mostów kolejowych
- kompania specjalistów
- park ośrodka[1]

## Działania Ośrodka Zapasowego Saperów Mostów Kolejowych nr 1
Zgodnie z planem mobilizacyjnym na bazie 1 batalionu mostów kolejowych w II rzucie mobilizacji powszechnej, w terminie do 10 września, miał zostać utworzony Ośrodek Zapasowy Saperów Mostów Kolejowych nr 1. Zgodnie z rozkazem Ministra Spraw Wojskowych mobilizację jednostek II rzutu przyspieszono, dla OZSMK nr 1 oznaczało to sformowanie do 8 września 1939 roku. Stawiennictwo w ośrodku rezerwistów było dobre, pomimo trudności komunikacyjnych, spowodowanych głównie przez ataki lotnictwa niemieckiego na linie kolejowe. Organizację ośrodka rozpoczęto w Krakowie na terenie koszar przy ul. Montelupich. W trakcie pierwszego nalotu na skutek trafienia w punkt mobilizacyjny batalionu,1 września w szkole przy ul. Warszawskiej poległo kilku saperów, w tym 1 oficer. 2 września utworzono 1 kompanię szkolną ośrodka. 3 września z uwagi na zapowiadaną ewakuację rozpoczęto ładowanie z magazynów uzbrojenie, umundurowanie i wyposażenie dla organizowanego ośrodka zapasowego. W skład sformowanego pociągu ewakuacyjnego weszło 45 wagonów KD, 20 wagonów PDK i 3 wagony osobowe, w których ewakuowano też rodziny wojskowych. Podczas kolejnych bombardowań miasta i koszar polegli następni saperzy. Nocą 3/4 września transport kolejowy liczący ok. 1200 saperów pod dowództwem ppłk. Wyporka wyjechał w kierunku Tarnowa. Natomiast 4 września wyruszył z Krakowa tabor samochodowy ośrodka w składzie kilkunastu pojazdów osobowych i ciężarowych pod dowództwem ppłk dypl. T. Wasilewskiego.
Ze względu na realne zagrożenie atakami lotniczymi linii kolejowych i poruszających się nimi transportów kolejowych, ruch odbywał się w godzinach nocnych, a za dnia transport był wyładowany do okolicznych lasów. 4 września transport dojechał rano do Woli Rzędzińskiej przed Tarnowem. Niemiecki nalot na stację uszkodził tory, które natychmiast naprawiono. 5 września rano transport dojechał do Radymna, gdzie miał miejsce kolejny nalot, tym razem bez szkody dla wyładowanego transportu. Wieczorem i nocą kontynuowano dalszą jazdę przez Przemyśl, Dobromil, Chyrów. Kolejny postój dzienny 6 września ośrodek spędził na stacji Nadyby Wojułycze. Ponownie nocnym przejazdem osiągnięto stację kolejową Bednarów rano 7 września, a następnie po odpoczynku w godzinach wieczornych dojechano do Stanisławowa. W nocy 7/8 września wyładowano transport w Stanisławowie i zajęto koszary 48 pułku piechoty. Od rana 8 września zaczął formalnie działać Ośrodek Zapasowy Saperów Mostów Kolejowych nr 1. Do 11 września Stanisławów nie był bombardowany, co pozwoliło zakończyć prace organizacyjne i podjąć szkolenie. Ponad 30% rezerwistów było starszych wiekiem i należało ich szkolić z zakresu robót kolejowych, szczególnie w usuwaniu zniszczeń na skutek bombardowań lotniczych. 
W dniach 9-10 września 1 kompania złożona z saperów rezerwistów młodszych wiekiem, wyjechała do Jezupola celem naprawy zbombardowanego mostu kolejowego na Dniestrze. 10 września część 1 kompanii saperów dokonała przeszukań w domach kolonistów niemieckich z uwagi na sygnały świetlne nadawane z ich zabudowań w kierunku pobliskiego lotniska, na którym lotnictwo niemieckie zniszczyło 6 samolotów szkolnych RWD. 11 września część 1 kompanii saperów i 2 kompania wzięły udział w próbie odbudowy mostu kolejowego na rzece Stryjka w Stryju. Kompanie, po nieudanej próbie naprawy mostu z uwagi na rozległe zniszczenia i brak ciężkiego sprzętu, powróciły do Stanisławowa 14 września. Część 1 kompanii od 13 września naprawiała linię Stanisławów-Chryplin, jednocześnie przystąpiono do naprawy mostu na rzece Bystrzyca Nadwórnia, od 14 września na odcinku pracowała cała 1 kompania kpt. Stapa. Dzięki całodziennej pracy po torze i moście przejechał do tej pory zablokowany transport z Banku Polskiego z rezerwami polskiego złota. W trakcie nalotu poległ jeden podoficer z obsługi ckm plot. przy moście. 14 września utworzono 3 kompanię z rozbitków i oderwanych żołnierzy saperów kolejowych i nie zmobilizowanych do tej pory rezerwistów. 
15 września 2 kompania saperów wraz z plutonem elektro-mechanicznym naprawiała tory i stację w Chryplinie na południe od Stanisławowa. Nocą 16/17 września 1 kompania naprawiała uszkodzenia torów w Uchrynowie na północ od Stanisławowa. 17 września pluton elektro-mechaniczny naprawiał tor w pobliżu ponownie zbombardowanej stacji w Chryplinie. 17 września saperzy ośrodka przystąpili do budowy umocnień, rowów i zapór ppanc. w Stanisławowie celem obrony miasta przed sowiecką agresją. W trakcie pobytu w Stanisławowie w wyniku działań lotnictwa niemieckiego poległo kilku saperów, a kilku odniosło rany. Wieczorem 17 września z uwagi na zbliżanie się wojsk sowieckich ppłk dypl. Wasilewski nakazał ewakuację OZSMK nr 1 transportem kolejowym do Delatyna, a pojazdy samochodowe do Worochty.  Wyjazd nastąpił 18 września w nocy. Po dojechaniu do Delatyna gen. bryg. Mieczysław Trojanowski wydał rozkaz ppłk. dypl. Wasilewskiemu ewakuacji na Węgry. Po obsadzeniu patrolami szlaku kolejowego do Worochaty z uwagi na zagrożenie dywersją ze strony Ukraińców, transport dotarł do celu, zbierając po drodze patrole. Z Worochty transport wieczorem dojechał do stacji granicznej Woromienka i nocą 18/19 września przekroczył granicę węgierską, gdzie OZSMK nr 1 został internowany.

## Obsada dowódcza Ośrodka Zapasowego Saperów Mostów Kolejowych nr 1
- dowódca ośrodka - ppłk dypl. Tadeusz Wasilewski[4]
- zastępca dowódcy - ppłk Józef Wyporek
- adiutant ośrodka - por. rez. Mieczysław Skielski
- komendant parku - kpt. inż. Artur Oborski
- dowódca 1 kompanii - kpt. Marian Stap
- zastępca dowódcy - por. Stanisław Pawlak
- dowódca 2 kompanii - kpt. Wacław Zydel
- zastępca dowódcy - por. Zenon Mazurkiewicz
- dowódca kompanii specjalistów - por. Jan Szewczyk
- zastępca dowódcy - ppor. rez. inż. Józef Pas
- dowódca 3 kompanii - por. Tadeusz Wróblewski[5]